# Yukiko Wada
Yukiko Wada (jap. 和田 由紀子, ur. 8 stycznia 2002 w Kioto) – japońska siatkarka, reprezentantka kraju, grająca na pozycji atakującej. 
W Lidze Narodów 2025 w rankingu atakujących zdobyła 130 punktów, zajmując 3. miejsce. W rankingu punktujących zajęła 5. miejsce, zdobywając 140 punktów.

## Sukcesy klubowe
Mistrzostwo Japonii:
- 2020[5], 2021[6]
- 2022, 2024[7], 2025[8]

Puchar Cesarza Japonii:
- 2020[9]

## Udział siatkarki w międzynarodowych turniejach w reprezentacji Japonii
| Rok  | Igrzyska Olimpijskie | Liga Narodów | Mistrzostwa Świata Kadetek |
| ---- | -------------------- | ------------ | -------------------------- |
| 2019 |                      |              | 5. miejsce                 |
| 2023 |                      | 7. miejsce   |                            |
| 2024 | 9. miejsce           | 2. miejsce   |                            |